# Mermessus index
Mermessus index är en spindelart som först beskrevs av James Henry Emerton 1914.  Mermessus index ingår i släktet Mermessus och familjen täckvävarspindlar. Inga underarter finns listade i Catalogue of Life.